# Elizabeth Yu
Elisabeth Yu (Mystic Island, 6 ottobre 2002) è un'attrice statunitense.

## Filmografia

### Cinema
- Somewhere in Queens, regia di Ray Romano (2022)
- May December, regia di Todd Haynes (2023)

### Televisione
- Avatar - La leggenda di Aang (Avatar: The Last Airbender) – serie TV, 5 episodi (2024) – Azula

## Doppiatrici italiane
Nelle versioni in italiano delle opere in cui ha recitato, Elizabeth Yu è stata doppiata da:
- Agnese Marteddu[1] in May December
- Vittoria Bartolomei[2] in Avatar - La leggenda di Aang[3]